# هربرت بيكر (كاتب)
هربرت بيكر (بالإنجليزية: Herbert Baker)‏ هو كاتب أغاني وكاتب سيناريو أمريكي، ولد في 25 ديسمبر 1920 في نيويورك في الولايات المتحدة، وتوفي في 30 يونيو 1983.

## وصلات خارجية
- هربرت بيكر على موقع IMDb (الإنجليزية)
- هربرت بيكر على موقع ألو سيني (الفرنسية)
- هربرت بيكر على موقع قاعدة بيانات برودواي على الإنترنت (الإنجليزية)
- هربرت بيكر على موقع قاعدة بيانات الأفلام السويدية (السويدية)
- هربرت بيكر على موقع قاعدة بيانات الفيلم (الإنجليزية)
- هربرت بيكر على موقع كينوبويسك (الروسية)